# Monte Carlo Open 1986
Il Monte Carlo Open 1986 è stato un torneo di tennis giocato sulla terra rossa. È stata l'79ª edizione del Monte Carlo Open, che fa parte del Nabisco Grand Prix 1986. Si è giocato al Monte Carlo Country Club di Roquebrune-Cap-Martin in Francia vicino a Monte Carlo, dal 21 al 27 aprile 1986.

## Campioni

### Singolare
Joakim Nyström ha battuto in finale  Yannick Noah con il punteggio di 6–3, 6–2

### Doppio
Guy Forget /  Yannick Noah hanno battuto in finale  Joakim Nyström /  Mats Wilander con il punteggio di 6–4, 3–6, 6–4